# 베르다데스 세크레타스
《베르다데스 세크레타스》(포르투갈어: Verdades Secretas)는 2015년 방영된 브라질의 텔레노벨라이다.